# Camillo Ruini
Camillo Ruini (Sassuolo, 19 de febrer de 1931) és un cardenal i arquebisbe catòlic italià.
Va ser el cardenal vicari del Papa per a la diòcesi de Roma i arxipreste de la basílica papal de Sant Joan del Laterà entre l'1 de juliol de 1991 a la 27 de juny de 2008; havia estat pro-vicari des del 17 de gener d'aquest any. També va ser president de la Conferència Episcopal Italiana (CEI) del 7 de març de 1991 a la mateixa data de 2007 i president de la Conferència Episcopal del Laci.
Actualment ocupa el càrrec de President del Comitè Científic de la Fundació Joseph Ratzinger.
Va ocupar des de desembre de 2012, el càrrec de President de la Comissió Internacional d'Investigació sobre Međugorje i, el 31 de gener 2013, la de president del Projecte Cultural de l'Església italiana.

## Biografia
Va obtenir una llicenciatura en filosofia i teologia a la Pontifícia Universitat Gregoriana a Roma, on va ser alumne de l'Almo collegio Capranica. Va ser ordenat sacerdot el 8 de desembre de 1954 pel futur cardenal Luigi Traglia, llavors arquebisbe vicegerent. Després de tornar a la diòcesi de naixement en 1957, va ser professor de filosofia al seminari diocesà, i després, en diferents moments, de teologia dogmàtica a l'Estudi Interdiocesanà Teològic de Mòdena-Reggio Emilia-Carpi-Guastalla i al Col·legi Teològic Acadèmic Bolonyès.
A l'ensenyament s'ha uniren altres càrrecs diocesans, incloent el d'assistent diocesà de graduats catòlics i delegat episcopal per a l'Acció Catòlica. El Papa Joan Pau II el va nomenar bisbe auxiliar de la diòcesi de Reggio Emilia i Guastalla (posteriorment es fusionarien en una única diòcesi de Reggio Emilia-Guastalla), assignant-li la seu titular d'Nepte el 16 de maig de 1983.
Va ser consagrat bisbe el 29 de juny següent pel bisbe Gilberto Baroni. El 28 de juny de 1986 va ser nomenat secretari general de la Conferència Episcopal italiana per Joan Pau II. El 17 de gener de 1991 va ser nomenat pro-vicari general per a la diòcesi de Roma que espera de ser vicari l'1 de juliol de 1991 després que fos creat cardenal al consistori va tenir lloc el 28 de juny de 1991, amb el títol de Sant'Agnese fuori le mura.
Mentrestant, el 7 de març de 1991, Joan Pau II el va nomenar també president de la Conferència Episcopal Italiana, un càrrec en el qual se'l confirmà en els pròxims períodes de cinc anys el 7 de març de 1996, el 6 de març de 2001 i el 14 de febrer de 2006 pel Papa Benet XVI amb fórmula "donec aliter provideatur" (és a dir, "fins que no es decideixi el contrari", o fins que el nomenament d'un successor). El 7 de març de 2007 el Papa va acceptar la seva renúncia per raons d'edat, nomenant a monsenyor Angelo Bagnasco per reemplaçar al capdavant dels bisbes italians després de setze anys.

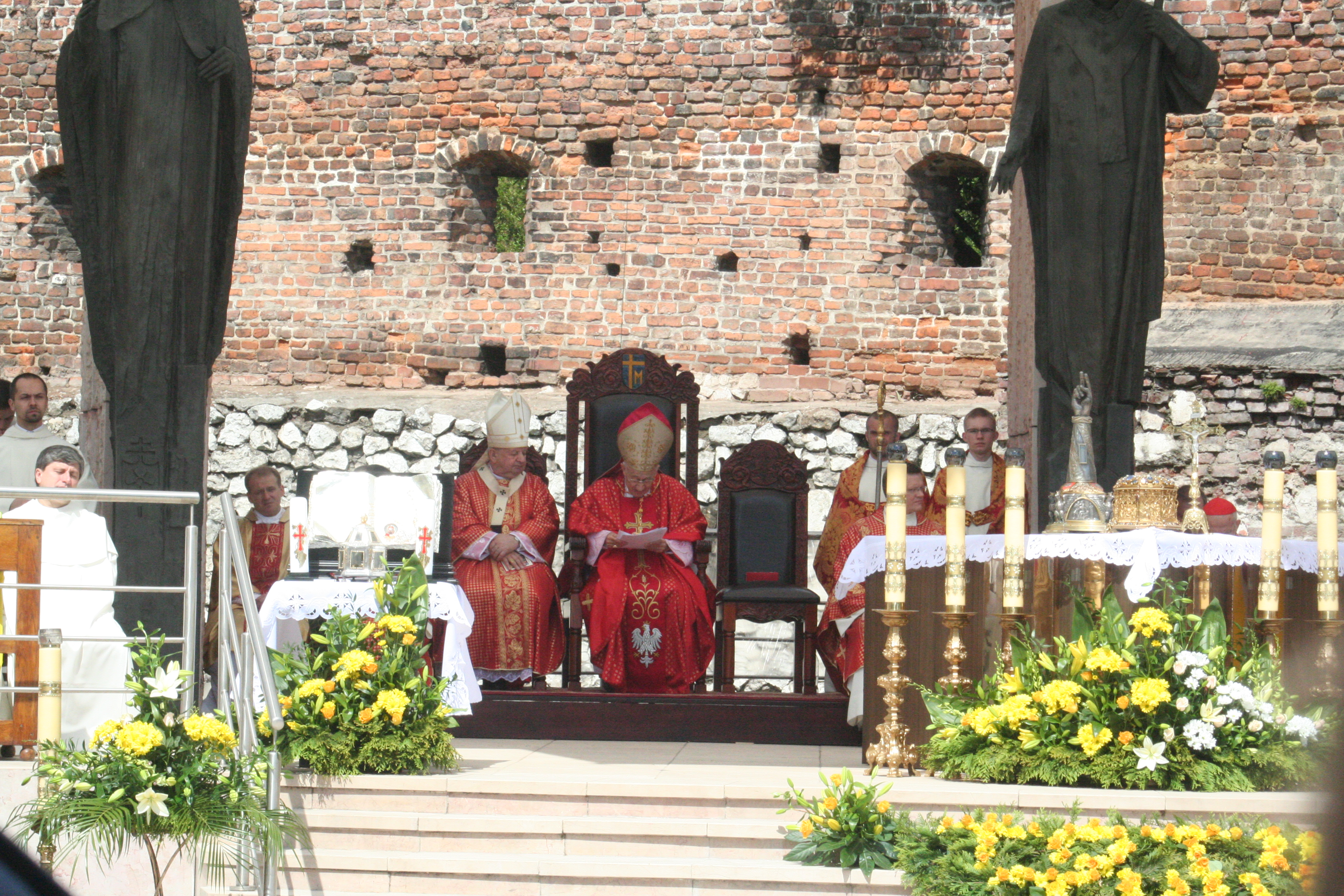
El cardenal Ruini en Cracòvia el 2008.

El 21 de juny de 2008 va anunciar a Sant Joan del Laterà, durant la missa pels seus 25 anys d'episcopat, la seva retirada per raons d'edat, després de 17 anys de servei al càrrec de vicari del Papa per a la diòcesi de Roma, sent substituït pel cardenal Agostino Vallini. El 17 de març de 2010 va ser designat President de la Comissió Internacional d'Investigació sobre Medjugorje. El 19 de febrer de 2011, havent arribat a l'edat de 80 anys, es convertí en cardenal no elector.

## Postures i pensament

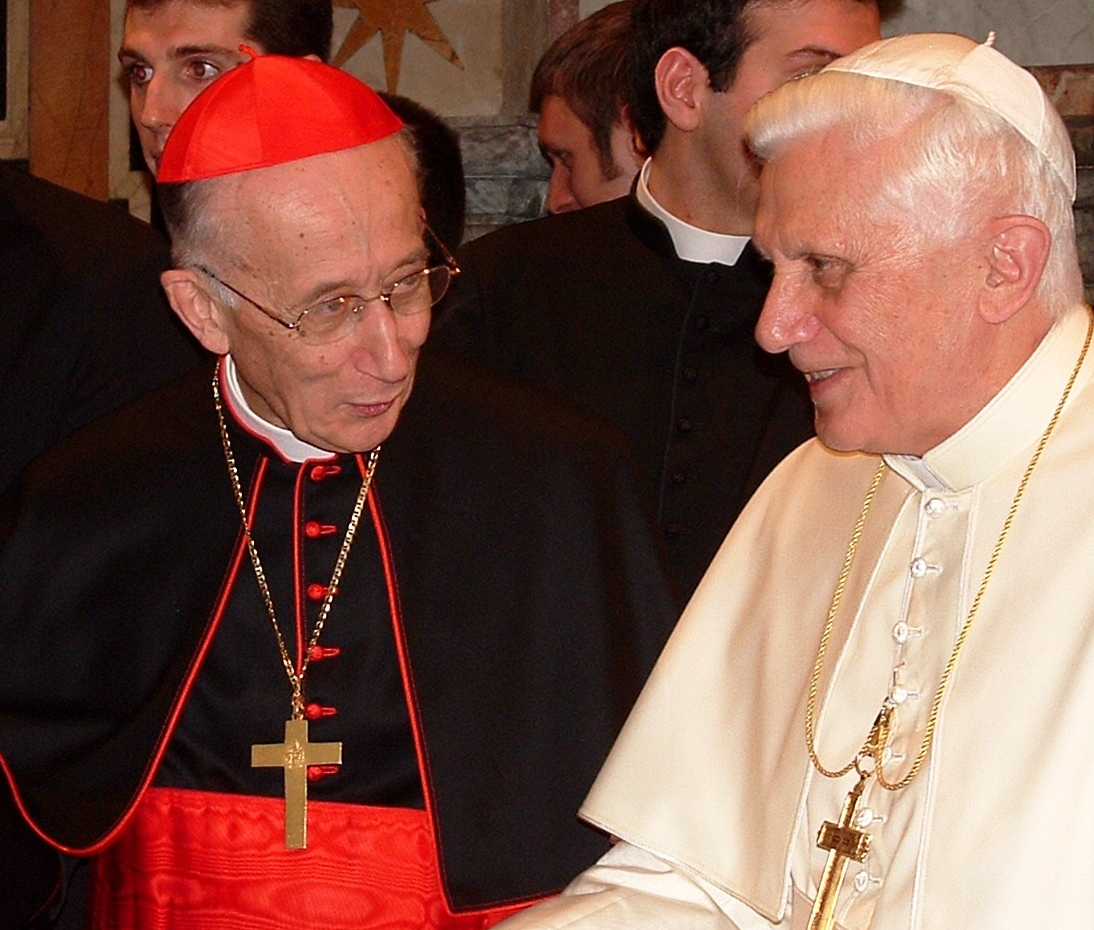
Benet XVI amb el cardenal Camillo Ruini

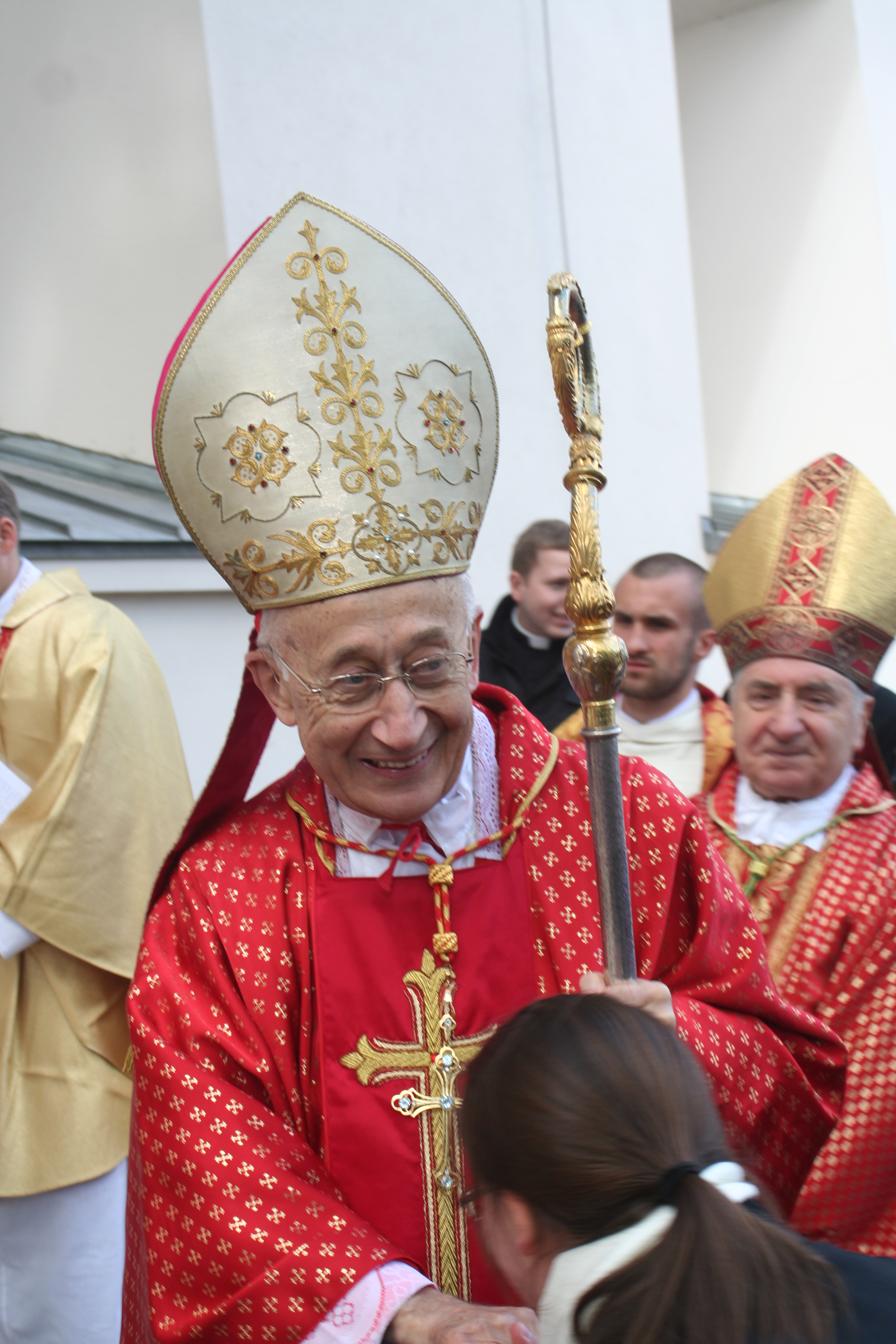
El cardenal Camillo Ruini, a la tradicional processó en honor de Sant Estanislau de Wawel de Skalka.

Ruini ha donat suport a l'Església Catòlica italiana la necessitat d'una presència de l'Església i dels catòlics en el món de la cultura, que s'han d'assolir mitjançant el Projecte Cultural de l'Església italiana. Especialment amb l'adveniment del nou mil·lenni, va descriure una forma alternativa d'entendre la missió de l'Església Catòlica en la societat de la qual forma part (la italiana), alimentant el debat polític sobre qüestions com ara la defensa dels drets humans i del dret a la vida .
Alguns components, seculars o no, del món polític italià, mentre que troba relacionat amb la missió eclesiàstica de l'interès per aquests temes, van qüestionar la parcialitat i la pretensió d'universalitat de certes expressions de la creença fonamental que en certs temes no ho fa el missatge de l'Església ha d'entrar en els detalls de la legislació d'un estat sobirà, sinó merament directrius generals, sense imposar per llei els requisits de la ideologia particular.
En 2005, en ocasió del referèndum de la Llei 40 sobre la fecundació assistida mèdicament i la investigació científica sobre les cèl·lules mare, es va convertir en el portaveu oficial de la Conferència Episcopal, per exemple, instant als catòlics que no anessin a les urnes per tal de no assolir el quòrum del 50 %, en defensa del "dret a la vida". El gest va ser llegit de forma heterogènia pel món de la política, perquè els promotors del referèndum va ser una interferència inacceptable de l'Església Catòlica en el món polític, el seu desconegut, per a altres, una opinió legítima d'una figura pública important.
Ruini també va ser denunciat pel ginecòleg Severino Antinori, sobre la base d'una legislació que pena amb fins a tres anys de presó als que inciten a l'abstenció, però la denúncia va ser ràpidament descartada, ja que les paraules de Ruini tenien només el valor de la demanda. El referèndum va fracassar perquè no va aconseguir el quòrum: se'n va anar a les urnes només una quarta part dels votants. El cardenal Ruini, pressionat pels reporters, va dir que el dia després de l'anunci dels resultats: «Estic impressionat per la maduresa del poble italià». En aquesta ocasió, l'Església i els partits polítics que s'oposaven al referèndum no van preveure l'opció que pogués haver un gran abstencionisme.
Al setembre de 2005 va ser criticat per un grup d'estudiants del col·lectiu  Farfalle Rosse , que va interrompre cridant consignes i amb pancartes ("Amor lliure en un estat lliure", "Tots som homosexuals", "Volem fer Pacs endavant en els drets"), una cerimònia privada de la "Fundació liberal" del parlamentari de Forza Italia, Ferdinando Adornato, en què es va concedir un premi al Cardinal: aquesta diferència es van distanciar gairebé tots els membres dels polítics, fins i tot crítics a les opinions i comportaments de Ruini .
Diverses vegades el vicari del Papa va dir que s'oposava al reconeixement legal de les parelles del mateix sexe i les parelles de fet (PACS), en línia amb la doctrina catòlica tradicional i el pensament expressat per tots els papes que han tractat amb aquests arguments. Ruini creu que la introducció d'aquests reglaments «podria comprometre seriosament el valor i les funcions de la família legítima fundada en el matrimoni i el respecte degut a la vida humana des de la concepció fins a la seva fi natural». El cardenal també va criticar l'aprovació part de la Unió Europea d'una resolució que "insta la igualtat de drets de les parelles homosexuals amb els de famílies veritables i legítimes." reconforta el fet - va comentar – que la majoria dels diputats italians es van oposar a aquesta resolució."

### El cas Welby
La decisió del vicariat de Roma per negar funeral religiós a Piergiorgio Welby va donar lloc a un debat públic. Aquests malalt durant anys amb distròfia muscular, que havien expressat públicament la petició que se suspimís el que considerava un tractament agressiu contra ell. El Vicariat de Roma va tractar de prendre aquesta decisió a causa que aquestes peticions s'han fet públiques i es repeteix diverses vegades, de manera que ja no és possible suposar que la manca de plena consciència i propòsit deliberat que permet, en altres casos, per concedir exèquies eclesiàstiques va ser també que va posar fi a la seva vida. En una nota s'afirmà:
| « | Quant a la petició d'exèquies eclesiàstiques pel difunt Dr. Piergiorgio Welby, el Vicariat de Roma declara que no podria concedir tal funeral perquè, a diferència dels casos de suïcidi en la qual se suposa la manca de condicions per al ple coneixement i consentiment deliberat, era conegut, com repetida i públicament afirmat, la voluntat dr. Welby per posar fi a la seva vida, el que s'oposa a la doctrina catòlica (vegeu el Catecisme de l'Església Catòlica, n ° 2276-2283 ;. 2324-2325). Però no deixen de pregar a l'Església per a la salvació eterna dels morts i la simpatia pel dolor de les articulacions. | » |

En aquest sentit, el cardenal Ruini va parlar de:
| « | Dolorosa decisió […] conscient de desgràcia causa dolor i angoixa a la família i per a tantes altres persones, fins i tot els creients, moguts per sentiments de compassió humana i la solidaritat amb els que pateixen, encara que potser menys conscients del valor de tota vida humana, de que ni tan sols la persona del pacient pot tenir. | » |

## Honors
Gran Creu de Cavaller de l'orde al mèrit de la República Italiana - 13 de juny de 2005